# Heinrich Wilhelm Martens
Pour les articles homonymes, voir Martens.
Heinrich Wilhelm Gottlieb Martens, né le 8 février 1795 à Dantzig et mort le 29 août 1877 dans cette même ville, est un magistrat et homme politique prussien, membre du Parlement de Francfort de 1848 à 1849 et du Reichstag nord-allemand en 1867.

## Biographie
Fils d'un auditeur, Martens naît le 8 février 1795 à Dantzig en Prusse-Occidentale. Après avoir été engagé volontaire dans l'armée prussienne de 1813 à 1814, à la fin des guerres napoléoniennes, il étudie le droit à Berlin à partir de 1814. À Dantzig, il occupe les postes de juge au tribunal provincial et municipal (Land- und Stadtgericht) et de fonctionnaire de la commission du commerce et de l'amirauté. Par la suite, il est nommé juge à la cour d'appel provinciale (Oberlandesgericht) de Marienwerder. Il revient ultérieurement à Dantzig où il exerce les professions de commissaire de justice, d'avocat et de notaire et reçoit le titre de conseiller privé de justice (Geheimer Justizrat). Entretemps, il s'est marié en 1823. 
En 1848, il est élu député au Parlement de Francfort dans la 29e circonscription de la province de Prusse, représentant l'arrondissement de Dantzig (de). Il siège du 18 mai 1848 au 4 mai 1849 dans les rangs de la fraction Casino (centre-droit). Il participe à la commission de l'armement du peuple et des affaires militaires partir du 5 juin 1848 ainsi qu'à la commission d'enquête contre les députés Robert Blum et Georg Günther (de) à partir du 5 octobre 1848 et il est secrétaire de l'assemblée du 23 janvier à son départ. 
En juin 1849, il prend part au Parlement de Gotha et, toujours cette année, est brièvement membre de la Chambre des seigneurs de Prusse, siégeant avec le centre-droit. Plus tard, il est membre du Reichstag nord-allemand pour la 3e circonscription du district de Dantzig (de) de février à août 1867 en tant que conservateur, bien qu'il n'adhère à aucun groupe parlementaire. Il meurt le 29 août 1877 à Dantzig, à 82 ans. 